# 11eyes
A 11eyes - Cumi to bacu to aganai no sódzso - (11eyes -罪と罰と贖いの少女-, ’lit. 11eyes: Sin, Damnation, and the Atonement Girl’), vagy egyszerűen 11eyes az animeadaptációjában, egy japán felnőtt visual novel, amit a Lass fejlesztett és adott ki először 2008. április 25-én, Windows rendszerű PC-re DVD-ként; A 11 eyes volt a Lass kiadó negyedik játéka. Egy Xbox 360-ra kiadott port verzió 11eyes CrossOver címmel 2009. április 2-án kiadásra került, amit a 5pb. adott ki.  Az Ajano Naoto által illusztrált mangaadaptáció a Kadokawa Shoten Comp Ace magazinjának 2009. októberi számában indult. A Doga Kobo által készített televíziós animesorozatot 2009 októbere és decembere között sugározták Japánban. A 11eyes -Resona Forma- című, Windowsra készült rajongói lemez megjelenését 2010 őszére tervezték. Az animét Észak-Amerikában a Sentai Filmworks licencelte; a forgalmazó Section23 Films bejelentette, hogy 2011. január 11-én kiadja a teljes box set-et.

## Cselekmény
Mióta hét évvel ezelőtt elveszítette nővérét, Szacuki Kakeru elzárkózott életet élt. Csak gyerekkori barátja, Minasze Juka és más iskolai barátaik támogatásával nyerte vissza a normális érzést. Egy napon az ég vörösre vált, a hold feketévé vált, Kakeru és Juka körül mindenki eltűnt, és szörnyek jelentek meg az utcákon. Ezt a megváltozott valóságot "Vörös Éjszakának" nevezték el. Több hasonló eset után találkoztak még négy emberrel, akiket a jelenség érintett: Kuszakabe Miszuzu, egy vörös hajú kardvívó és onmjódzsi; Kukuri Tacsibana, egy néma lány, aki kisértetiesen hasonlít Kakeru elhunyt nővérére, és megosztotta a nevét; Hirohara Jukiko, egy vidám lány, aki hidegvérű gyilkossá változik, ha leveszi a szemüvegét; és Tadzsima Takahisza, egy tüzes személyiségű pirokinetikus. Kakeru, aki viszonozni akarta Juka kedvességét és támogatását, küzdött, hogy felébressze saját rejtett erejét, amiben Miszuzu segítette, hogy végül megnyíljon. Ez a hat egyén egyesült, hogy túlélje egyedi képességeiket felhasználva, de a „fekete lovagok” néven ismert groteszk lények célpontjaivá váltak, akik az ő halálukat keresték. A helyzet bonyolultabbá vált, amikor a csoport felfedezett egy Lisette nevű lányt egy vörös kristályban, akit a Fekete Lovagok őriztek. A nő a megmentésükért könyörgött. A sorozat a Vörös Éjszaka rejtélyét, a Fekete Lovagok kilétét és Liszettel való kapcsolatukat kutatja. Azt is megvizsgálja, hogy Kukuri milyen jelentőséggel hasonlít Kakeru elhunyt nővérére, valamint Juka és Kakeru erejének természetét.

## Szereplők
Szacuki Kakeru (皐月 駆; Hepburn: Satsuki Kakeru)
Szinkronhangja: Nakamoto Sinszuke (PC), Ono Daiszuke (Xbox 360 & anime)  (japán)
A sorozat főszereplője. Fiatalkorukban árvák lettek nővérével, és egy árvaházba kerültek, ahol először találkoztak Yukával. Miután nővére eltávozott tíz évvel a fő történet előtt, Kakeru úgy érezte, hogy az élete üres. Ezt később Yuka és új barátai töltötték be, akikkel a középiskolában találkoztak. Heterokrómiája van, és a jobb szemén egy szemfedőt visel, amelyet "Eye of Aeon" néven ismernek, és amely magában foglalja az előrejelzés erejét. Velad, Drasuvania ősi királyának képeit is mutatja neki, aki látszólag szintén rendelkezett a szemével. Képes a jobb szemét használni a csatában, hogy megjósolja és ellensúlyozza ellenfele lépéseit. A VN-ben az "Eye of Aeon" valódi ereje nemcsak a prekogníciót takarja, hanem lehetővé teszi a hordozó számára, hogy számtalan korábbi hordozó összes emlékét és képességét magába foglalja. Végső soron azt is lehetővé teszi a hordozónak, hogy megvalósítsa a kívánt jövőt az összes lehetséges jövő közül. Ezeknek az erőknek az az ára, hogy a halál után a hordozó lelke felszívódik a szemébe, miközben átadódik egy új hordozónak. Ez megmagyarázza, hogy Kakeru miért álmodik Veladdal, aki a szem előző hordozója volt. Az Eye of Aeon önmagában is varázskő, és nem töredéke Liszelotte kövének, és nem is növelheti erejét; teljes ellentéte az animének, ahol ez volt a legfontosabb töredék. Miután ez a tény kiderül, a Fekete Lovagok már nem követelik Kakeru életét, és lehetőséget kap, hogy kilépjen a folyamatban lévő konfliktusok elől, bár úgy dönt, folytatja a harcot a barátaival.
Minasze Juka (水奈瀬 ゆか; Hepburn: Minase Yuka)
Szinkronhangja: Agumi Oto (PC), Gotó Mai (Xbox 360 & anime)  (japán)
Kakeru gyerekkori legjobb barátja. Az árvaházban találkozott vele, ahol felnőttek, és segített Kakerunak jobban érezni magát, miután nővére eltávozott. Most ugyanabba a középiskolába jár, mint Kakeru, és ideje nagy részét vele tölti, így a legtöbb szereplő azt hiszi, hogy ő Kakeru barátnője. A történet későbbi részében rájön, hogy olyan ereje is van, amely képes hatástalanítani mások képességeit. Ő és Kukuri a "Hand of Glory"-nak nevezik el az erőt. Ez azonban csak egy tévhit róla és a „Vörös éjszakában” szereplő többi társáról. Később a játék során eszébe jutott, hogy miért történt az a tragikus esemény az Ajame árvaházban, ahol ő, Kakeru és Kukuri árvaként éltek. Kiderült, hogy mivel képessége felébredt, és akkor nem tudta, hogyan irányítsa azt, ez nagy pusztítást végzett az árvaházban. Az ott élő árvák elkezdtek megőrülni és kioltották egymás létét. Elmagyarázta, hogy Kukurit és Kakerut ez nem érintette a hatástalanító képessége miatt. Ez az esemény akkora hatással volt rá, hogy ezt az emlékrészletet azóta is elzárta az elméjében, és nem mert a közelébe menni az árvaháznak, ahonnan örökbe fogadták. Liszelotte, miközben használja kapcsolatát a "töredékekkel", elmondja Jukának, hogy ereje a "Phantasmagoria", egy speciális technika/varázslat, amelyet Liszelotte maga is használt. A képesség lehetővé teszi számára, hogy előhozza mások legrosszabb emlékeit, vagy megmutassa az embereknek a saját tervezésű illúzióit. Elmagyarázza, hogy képessége hatástalanít másokat, mert miközben a Phantasmagoria hatással van rájuk, az emberek öntudatlanul elveszítik az akaratukat, hogy tudják saját képességüket használni, így úgy tűnik, mintha az ő képességük semmis lenne. Miközben tudatában van saját erejének, azt arra használja, hogy megpróbálja magánál tartani Kakerut azáltal, hogy képességét az egész csoportra használja, egy illúziós világot teremtve. Később elnyeli Liszelotte, mert minden erejét elhasználja a tökéletes világ megteremtésére.
Kuszakabe Miszuzu (草壁 美鈴; Hepburn: Kusakabe Misuzu)
Szinkronhangja: Haruka (PC), Aszakava Jú (Xbox 360 & anime)  (japán)
Vörös hajú kardvívónő. Egy évvel idősebb Jukánál és Kakerunál. Ő egy Onmyoji a Kuszakabe klánból, az Onmyoji klánból, amely arról híres, hogy démoni vér van a vérvonalában, és az öt démoni kard, amelyet Kuszakabe öt kincseként ismernek. Miszuzu mind az öt kard birtokában van, és a körmében tartja őket dimenziómágia segítségével, amelyet tiltott tekercsekből tanult, amelyeket egyik őse, aki megtanulta és beépítette a nyugati mágiát, Kuszakabe Rjoicsi készítette. Noha erősnek tűnik, Miszuzu a csoport leggyengébb elméje. Amikor Miszao felfedi az igazságot a "töredékekről", ez traumatizálja. Néhány napig, amikor Miszao időt ad a csoport hátralévő részére, hogy átgondolja, továbbra is az ő és Avaritia ellenfelei maradnak-e, vagy távozzanak az élők sorából, Miszuzu azt fontolgatja, hogy távozik, és Kakeru visszatéríti ebből a fontolkozásból. Miszuzunak érzelmei vannak Kakeru iránt. Az utolsó csatában mindenét beleadja, hogy legyőzze Miszaót a Doujikiri Yasutsuna segítségével.
Tacsibana Kukuri (橘 菊理; Hepburn: Tachibana Kukuri)
Szinkronhangja: Macuda Risza (PC), Rikimaru Noriko (Xbox 360 & anime)  (japán)
Egy furcsa lány az iskolából, aki kísértetiesen úgy néz ki, mint Kakeru halott nővére. Egy évvel idősebb Jukánál és Kakerunál. Különleges képessége, hogy lelkét egy angyal alakjában materializálja, amely megláncolva jelenik meg. Az angyalt Abraxasnak hívja. Az "Abraxas" éles pengékkel ellátott láncok dobásával támad, és gyógyító ereje is van. A környék híres regényírójának fogadott lánya, akitől a vezetéknevét örökölte. Öt évvel ezelőtt, 13 évesen már nincsenek emlékei, és néma. Ezért kommunikációhoz vázlatfüzetet használ. A 11eyes CrossOver egyik jelenetében Sú közvetve megjegyzi, hogy ereje egyedülálló, és hihetetlenül nehezen reprodukálható a mágusok számára. Az Abraxas láncai valójában Kukuri elveszett emlékeit ábrázolják. A láncok egyben Abraxas képességeinek zárjai is. A végső csatában Juka képességének köszönhetően elveszett emlékei visszatérnek hozzá, és Abraxas megszabadul a láncaitól. Felfedi, hogy ő valójában Szatszuki Kukuri, Kakeru nővére egy alternatív valóságból. Eredeti valóságában Kakeru volt az, akit egy kísérlet során öltek meg, amitől megvadult, és egy egész létesítményt elpusztított. Ezt követően ebbe a valóságba került. Elárulja, hogy a szülei nem haltak meg, hanem inkább azt, hogy Kakerut, Jukát és őt a képességeik miatt hagyták el. Azt is elárulja, hogy az Ajame árvaház valójában egy olyan hely, ahol képességekkel rendelkező gyerekeket gyűjtenek össze kutatás céljából, és hogy a hely alapítója Miszuzu egyik anyai felmenője. Amíg nincs láncokkal lezárva, Abraxas neve "Demiurge", és isteni ereje van. Bal szeme a múltba tud belepillantani, míg a jobb szeme az Eye of Aeon-hoz hasonló előrelátó képességekkel rendelkezik. Megvan a spontán generáció ereje is (vagyis a semmiből teremteni dolgokat). Kukuri az egyetlen hősnő ebben a játékban, akinek a befejezése egy külön felvonás.
Hirohara Jukiko (広原 雪子; Hepburn: Hirohara Yukiko)
Szinkronhangja: Miru (PC), Icsimura Oma (Xbox 360 & anime)  (japán)
Egy mozgékony lány, akit később látnak a Vörös Éjszaka alatt, amint könyörtelenül szörnyeket gyilkol. Hirohara Zaibatsu unokája, aki a 11eyes világ egyik leggazdagabb családja. A Dransvania nemzetből jött vissza Japánba. Elsődleges regenerációs ereje szinte halhatatlanná teszi. Két kés segítségével harcol. Pozitív személyiségét egy önhipnotikus szuggesztió tartja fenn, miközben szemüveget visel. Ha leveszi a szemüveget, szeme és személyisége egy gyilkológéppé válik. Egy évvel fiatalabb Jukánál és Kakerunál. Amikor Takahisza megvadul Szaeko halála miatt, kegyelemből eltávoztatja őt, hogy megszabadítsa elméjét Liszelotte befolyásától. Miután eltávoztatta Takahiszát, rájön, hogy szerette őt. Az animében a töredékét Superbia kitépi, eltávoztatva őt, míg a játékban Liszelotte szívja magába.
Tadzsima Takahisza (田島 賢久; Hepburn: Tajima Takahisa)
Szinkronhangja: Andarushia (PC), Morikubo Sótaró (Xbox 360 & anime)  (japán)
Egy fiatal fiú az iskolából, aki pirokinetikus. Ugyanabba az osztályba jár, mint Juka és Kakeru, de nem az ő osztályukból való. Személyisége pimasz és magányos, és könnyen azonosítható szürke hajkoronájáról. Most Szaeko gyámsága alatt áll. Gyermekkorában mindent megtett a túlélésért, miután szülei elhagyták. Szaeko volt az, aki befogadta, de ennek ellenére nem nagyon tiszteli őt. Szaeko akkor látta először Tajimát, amikor a rendőrség elől bujkált. Ő volt az is, aki felfedezte azt a falat, amely megakadályozza, hogy a szereplők elmeneküljenek a városból és így a Vörös Éjszakából. Az animében elvesztette uralmát önmaga felett, és hagyta, hogy a benne lévő tűzdémon átvegye az uralmat. Miután elpusztította a fél várost, megkérte Jukikót, hogy távoztassa el őt, mielőtt a tűzdémon teljesen átvette volna az irányítást. A 11eyes -Resona Forma- -ban kiderült, hogy Takahiszának van egy Ema nevű húga.

### Fekete lovagok
Avaritia (アワリティア; Hepburn: Awaritia)
Szinkronhangja: Mirai Eigó (PC & Xbox 360), Ueda Jódzsi (anime)  (japán)
A fekete lovagok vezetője elhatározta, hogy összetöri a "töredékeket". Egyike az Index 14 szentjének, akit "George of the Rainbow"-nak hívnak. Beosztottaival együtt kiküldték, hogy az Index legfőbb veszélyét, Liszelotte Werckmeistert likvidálja. Miután 70 évvel ezelőtt vesztesnek tűnő csatát vívott Liszelotte-tal az Ajame Hillnél, az utolsó mentsvárát, a tiltott technikát, a "Contract of the Rainbow"-t használta fel, hogy Liszelotte lelkét és a benne lévő Emerald Tablet darabjait hét darabra hasítsa, hogy legyengítse. Liszelotte a testében maradt töredékek egyikével a kristályba záródott. A többi töredék a technika miatt hat párhuzamos világban szóródott szét. Ez a magyarázata annak, hogy miért nevezi a partit „töredékeknek”, mert a testük ezeket a „töredékeket” tartalmazza, és ezek a „töredékek” a képességeik forrásai. Múltbeli küldetése során ugyanazzal a technikával lezárt egy sárkányt a testébe, és ezt elengedi a végső csatában, hogy összezúzza a "töredékeket" és Liszelottét, önmaga elvesztésének árával. Sokat kivett belőle, hogy megtartsa a sárkány zárját a testében, és egyben Liszelotte zárját.
Ira (イラ; Hepburn: Ira)
Szinkronhangja: Tengu Margarine (PC & Xbox 360), Fudzsivara Juki (anime)  (japán)
A második fekete lovag, akit Kakeru győzött le. Egy karcsú, izmos férfi, ragadozó, ferde vörös szemekkel. Az alkarjába ágyazott kaszákkal van felfegyverkezve. A kínai harcművészetekre specializálódott. Valójában az Index apostola és egyben "George of the Rainbow" beosztottja. Indexének neve "Sebastian of the Holy Bone".
Invidia (インウィディア; Hepburn: Inwidia)
Szinkronhangja: Macuda Risza (PC), Rikimaru Noriko (Xbox 360)  (japán)
Ő az egyetlen női fekete lovag Superbia mellett, és az egyetlen szárnnyal rendelkező tag, aki képes repülni. Egy hosszú, gerinc-szerű kardot használ, amely a hosszú távú támadásokra specializálódott. A negyedik lovag, akit legyőztek. Azt tervezi, hogy felrobbantja magát, és vele együtt mindenkit likvidál Kakeru bandájából. Kísérlete kudarcot vall Juka felébredt ereje miatt, és Jukiko legyőzi a homlokára mért csapással. Szintén George of the Rainbow beosztottja, és az Index neve "Elaine of the Dragon Skeleton". A játékban kiderül, hogy Sebastian felé érzései vannak.
Acedia (アケディア; Hepburn: Akedia)
Szinkronhangja: Uosukjaki (PC & Xbox 360), Naruke Josija (anime)  (japán)
A csoport "mágusa". Az "Eye of Aeon" hordozóját keresi, és tekercseket használ fegyvereként. Gyorsan legyőzi Kukuri, de a fejének egy része "Scholastica" elmenekül. Ezt követően azonban Shiori legyőzi. A játékban két részre osztott fejét Miszuzu a Doujikiri segítségével levágja, Scholastica pedig ekkor hal meg, Acediát pedig Shiori legyőzi. Scholastica valójában Acedia nővére, és közös a testük. Indexének neve "Benedict of the Bookshelf". Siori elárulja, hogy Benedict és George az ő családjához tartoznak. Siori modellje prototípusaként említi őt, amikor legyőzi őt.
Gula (グラ; Hepburn: Gura)
Szinkronhangja: Kuroiva Keiszuke (PC & Xbox 360), Tanzava Terujuki (anime)  (japán)
Az egyik Fekete Lovag, akinek alakja egy óriási kövér férfi, akinek a fegyvere egy bunkósbot. Ő az első, akit Miszuzu legyőz. Szerepe a történetben és a Fekete Lovagok csoportján belül a legkisebb. Az ő Index neve „Samson of the Holy Club”.
Superbia (スペルビア; Hepburn: Superubia)
Szinkronhangja: Kaibara Erena (PC), Hyo-sei (Xbox 360)  (japán)
Avaritia után a legerősebb fekete lovag. Két japán karddal harcol, amelyek hasonlóak Miszuzu kardjához. Valójában ő az egyetlen Fekete Lovag, akinek nincs kapcsolata az Indexszel. Ő valójában Kuszakabe Miszao, a Kuszakabe onmyoji, akit Miszuzu csodál. Elárulja, hogy a két kardja Kuszakabe kincsei közé tartozott. Az ő kardjait, az Onikirit és a Kumokirit, Miszuzu kardjain kívül, egykor Kuszakabe hét kardjaként emlegették. Miután elvette a két kardot, és elhagyta a klánját, a Miszuzu birtokában lévő kardok Kuszakabe öt kincseivé váltak. A játékban lenézi az összes „töredéket” és Kakerut, kivéve Siorit, mert csak Siori elég erős ahhoz, hogy megküzdjön vele. Ő az egyetlen tagja a Fekete Lovagoknak is, aki ténylegesen él, vagy teher nélkül él. George négy alárendeltje valójában halott, és a lelküket ő köti meg a Larva (a Vörös Éjszaka teremtményei) testével. Az emlékeiket is lezárta, amik még életükben voltak. Az erejének egy részével is hozzájárul ahhoz, hogy segítsen a sárkányt George-ban elzártan tartani. Utalnak rá, hogy azért segít George-nak és csoportjának, mert csodálja és szereti őt.
Nevüket a 7 főbűnről kapták.

### Mellékszereplők
Momono Siori (百野 栞; Hepburn: Momono Shiori)
Szinkronhangja: Imuraja Honoka (PC), Hagivara Emiko (Xbox 360 & anime)  (japán)
Ő egy "hagyományos varázsló", és általában egy könyvvel látják. Eleinte közömbösnek tűnt a diákok iránt, akik az órán megkeresték, de végül megbarátkozott Kaorival és Tadasival, és barátságos lelkületük miatt egyre inkább kincsnek tartotta őket. Titkos személyazonossága az Index apostola, a 11eyes és 3days világ legnagyobb mágikus szervezete. Az Index által adott igazi neve "Ursula of the Bookshelf".
Átiratkozott Kakeru iskolájába, hogy felügyelje a helyet, és jelentse a helyzetet az Indexnek.
A megbízatását az utolsó felügyelő hirtelen eltűnése okozta. Rendkívül erős, és a következő 14 szent jelöltje, az Index legmagasabb tisztségviselője.
Családi vonala azonban átkozott, ami miatt szemek nélkül jönnek a világra. Az ő esetében az átok még rosszabb, és egy ujját sem tudja mozdítani. Jelenlegi teste egy varázslatos műtárgy, amelybe az agyát és az idegrendszerét átültették, és amely lehetővé teszi számára, hogy 5000 varázskönyvet tartson benne. A test a mágikus energia elnyelésével működik. Az animében odaadta a töredékét Kakerunak, hogy Liszelottét a tér-idő szakadékába zárja. Juka és Kakeru osztálytársa. A 11eyes CrossOver egyik fő hősnője.
Nacuki Kaori (奈月 香央里; Hepburn: Natsuki Kaori)
Szinkronhangja: Nukumori Harumi (PC), Mizuhasi Kaori (Xbox 360 & anime)  (japán)
Juka és Kakeru jó barátja, személyisége miatt gyakran látják Tadasit "korrigálni".  Juka és Kakeru osztálytársa is. A 11eyes CrossOver egyik fő hősnője. A 11eyes CrossOverben való részvétele annak tudható be, hogy célpontja volt a hasonmásnak.
Teruja Tadasi (照屋 匡; Hepburn: Teruya Tadashi)
Szinkronhangja: Maikeru Óen (PC), Nemoto Kóta (Xbox 360)  (japán)
Juka és Kakeru jó barátja, akit Kaori gyakran "korrigál".  Szerepe a történetben az osztály bohóca és a pajkos barát. Yuka és Kakeru osztálytársa.
Akamine Szaeko (赤嶺 彩子; Hepburn: Akamine Saiko)
Szinkronhangja: AYAKO (PC), Takahasi Csiaki (Xbox 360 & anime)  (japán)
Az iskola orvosa. Takahisa jelenlegi gyámja. Fiatalkorában a "Kurenai Tenyo" nevű lánybanda bandavezére volt.
Lisette Weltall (リゼット・ヴェルトール; Hepburn: Rizetto Verutōru)
Szinkronhangja: RINA (PC), Ajano Nina (Xbox 360)  (japán)
A lány a kristályban, aki mélyen kötődik magához a „Vörös Éjszaka” világához. Bár alapvetően jószívű, Liszelotte Werckmeister néven megosztott személyiséggel rendelkezik. Liszelotte az, aki a „Vörös Éjszaka” ura. Liszette-et gyermekkorában pszichésen traumatizálták és majdnem eltávoztatták, és ennek az incidensnek köszönhetően született Liszelotte.
Verard (ヴェラード; Hepburn: Verādo)
Szinkronhangja: Bifu Hitosi (PC & Xbox 360)  (japán)
Más néven Velad vagy Vlad. Ő az a titokzatos férfi, aki Kakeru álmaiban megjelenik, és aki az "Eye of Aeon" birtokosa is. Kiderül, hogy ő volt Drasuvania királya. Ő volt Liszelotte szeretője. Az ő halála miatt döntött úgy, hogy elpusztítja a világot a „Fekete Hold” segítségével.

### Új szereplőka 11eyes CrossOverben
Amami Sú (天見 修; Hepburn: Amami Shū)
A 11eyes CrossOver főszereplője. Őt „modern mágusként” ismerik, olyanok, akik a varázslataikat olyan technológia segítségével aktiválják, mint például a mobiltelefonok, amelyek olyan szerverekhez kapcsolódnak, amelyek képesek hozzáférni a spirituális síkhoz, ahelyett, hogy grimóriákat használnának. Úgy tűnik, ezt a módszert a nagyapja alkotta meg. Ugyanabba az osztályba jár, mint Juka, Kakeru, Sione és Mio.
Azuma Sione (吾妻 汐音; Hepburn: Azuma Shione)
Szinkronhangja: Nakahara Mai  (japán)
Ugyanabba az osztályba jár, mint Juka, Kakeru, Mio és Sú. Belezúgott Súba, és bevallotta neki. Azonban visszautasították, mivel Sú attól félt, hogy a mágusélete veszélybe sodorja őt.
Kóno Mio (紅野 澪; Hepburn: Kōno Mio)
Szinkronhangja: Kató Emiri  (japán)
Egy másik karakter képes „modern mágiát” használni. Az apja történetesen Sú nagyapjának tanítványa volt, ami megmagyarázza a különleges mágikus stílusban való jártasságát. Ugyanabba az osztályba jár, mint Juka, Kakeru, Sione és Sú.
Kurosiba Kanae (黒芝 かなえ; Hepburn: Kuroshiba Kanae)
Szinkronhangja: Tanaka Rie  (japán)
Takahisa osztálytársa. Gyakran látható könyvvel. Titokban ő a 11eyes CrossOver fő ellenfele.

### Új szereplők a11eyes Resona Forma-ban
Johanna (ヨハンナ; Hepburn: Yohanna)
Az Index Szentszék alapítója és jelenlegi pápája. Közel egy évezrede áll az Index élén, így ő a legrégebbi szereplője a 11eyes-nek. Ezért az Index egyes apostolai tiszteletből „Nagy Johanna anyának” nevezték el. Ezenkívül Johanna arról is ismert, hogy a világ minden tájáról gyűjtött mágikus tárgyakat, hogy megakadályozza, hogy azok rossz kezekbe kerüljenek, így kapta a Johanna of the Vault nevet. Úgy tűnik, a legértékesebb és legerősebb tárgy, amit összegyűjtött, a God's Name Tablet, a legnagyobb töredéke az Emerald Tabletnek.
Sophia Measley (ソフィア・ミーズリー; Hepburn: Sofia Miizurii)
Az Index vezető kutatója és Shiori mesterséges testének megalkotója. Korábban a Thule Társaság tagja volt, de ez csak azért volt, hogy finanszírozást szerezzen a kutatásaihoz, és Sophia maga nem nagyon foglalkozott a szervezettel. Németország 1945-ös veresége után csatlakozott az Indexhez.
Tadzsima Ema (田島 恵麻; Hepburn: Tajima Ema)
A Kórjókan Akadémia első éves hallgatója és Takahisza húga. Gyermekkorában gyakran bántalmazta apja, és bátyja, Takahisza volt az egyetlen, aki valóban törődött vele. Egy tragikus esemény után, amikor Takahisza véletlenül felgyújtotta a házat újonnan felébredt erejével, miközben megpróbálta megmenteni a nővérét az apjuktól, az Ajame Gardenbe kellett költözniük. Takahisza azonban nem sokkal később elszökött az árvaházból, mert attól tartott, hogy képessége a nővérét is bántani fogja, mint ahogy az apját.

## Médiamegjelenések

### Videójátékok
- 11eyes ~Cumi to bacu to aganai no sódzso~
  - 2008. április 25-én jelent meg PC-re.
- 11eyes CrossOver
  - Az eredeti módosított változata. A felnőtteknek szánt tartalom eltávolításra került, de néhány további történetszál és karakter is bemutatásra került. Az Xbox 360-ra 2009. április 2-án, PSP-re 2010. január 28-án és iOS-re 2010. december 2-án jelent meg.
- 11eyes -Resona Forma-
  - 2011. április 15-én megjelent fandisc PC-re.

### Anime
A sorozat második részétől, egy felvezető narráció is van, ami a következő: 
Az éjszaka hirtelen vöröses fénybe öltözik
Időn, és téren túl a valóság és a valótlanság közötti világ
A fiú és a lány nyomában a kérlelhetetlen fekete lovag
Mi szél sodorta erre a baljós helyre őket?

Vajon felébrednek-e valaha ebből a rémálomból?
| #                                                                      | Cím                                          | Premier            |
| ---------------------------------------------------------------------- | -------------------------------------------- | ------------------ |
| 1.                                                                     | (赤い夜 〜Vörös éjszaka ())                  | 2009. október 6.   |
| 2.                                                                     | (水晶の少女 〜 egy lány -ban kristály ())    | 2009. október 13.  |
| 3.                                                                     | (孤独な誇り 〜egyedülálló büszkeség ())      | 2009. október 20.  |
| 4.                                                                     | (仮面の微笑 〜a doboz mögött maszk ())       | 2009. október 27.  |
| 5.                                                                     | (友と明日のために 〜barátoknak, holnapra ()) | 2009. november 3.  |
| 6.                                                                     | (心乱れて 〜szíbtép fájdalom ())             | 2009. november 10. |
| 7.                                                                     | (歪んだ覚醒 〜kanyargós ébredés ())          | 2009. november 17. |
| 8.                                                                     | (逢魔が時〜félhomály öv ())                  | 2009. november 24. |
| 9.                                                                     | (壊れた絆 〜törött kötés ())                 | 2009. december 1.  |
| 10.                                                                    | (魔女覚醒 〜bukott angyal ())                | 2009. december 8.  |
| 11.                                                                    | (滅亡という選択〜válogatott -hoz kialvás ()) | 2009. december 15. |
| 12.                                                                    | (闇夜の暁〜a sötét hajnal ())                | 2009. december 22. |
| Az epizód végén megjelenik a következő szöveg: "Akarat on jon holnap?" |                                              |                    |
| 13.                                                                    | (桃色幻夢譚 〜ró zsaszí n é jszaka ())       | 2010. június 25.   |

#### Zene
Az eredeti 11eyes visual novel három főcímzenét tartalmaz; egy nyitózenét, egy befejezőzenét és egy betétdalt. A nyitódal Ayane "Lunatic Tears" című dala, a befejezőzene Asriel "Kegarenaki Jume" (穢れ亡き夢; Hepburn: Kegarenaki Yume)  című dala, a betétdal pedig Ayane "Bókjaku no curugi" (忘却の剣; Hepburn: Boukyaku no Tsurugi). 
A 11eyes CrossOvernek van egy nyitózenéje, Ayane "Endless Tears..." című dala, és egy befejezőzenéje, Asriel "Cuioku no Csikai" (追憶の誓い; Hepburn: Tsuioku no Chikai) című dala. 
A 11eyes CrossOver PSP-változatának előzetese Ayane "Sindzsicú e no Requiem" (真実ヘの鎮魂歌; Hepburn: Shinjitsu e no Requiem)  című dalát használta.
Az animesorozat nyitózenéje Ayane "Arrival of Tears", című dala, a befejezőzenéje pedig Asriel "Sequentia" című dala. 
Lass 2009. május 5-én kiadta a játékok zenéit tartalmazó zenei albumot, de ez kereskedelmi forgalomba soha nem került. 

## Fogadtatás
Az Anime News Network munkatársa, Theron Martin az anime zenéjét az egyik erős oldalaként említette. Martin azt mondta, hogy a 11eyes megpróbált "valami mást csinálni" a műfajban, de ehhez nincs megfelelő kalibere. Megdicsért néhány dolgot: a cselekmény csavarját, és a sorozat második felét, de kijelentette, hogy a jó pillanatok "ritkán" fordulnak elő.  Chris Beveridge a Mania.com-tól összehasonlította a Venus Versus Virus- szal, és megjegyezte, hogy a 11eyesnek "van néhány jó ötlete, de nem valósította meg jól". 

## Fordítás
Ez a szócikk részben vagy egészben  a(z)   11eyes: Tsumi to Batsu to Aganai no Shōjo című angol Wikipédia-szócikk ezen változatának fordításán alapul.  Az eredeti cikk szerkesztőit annak laptörténete sorolja fel. Ez a jelzés csupán a megfogalmazás eredetét és a szerzői jogokat jelzi, nem szolgál a cikkben szereplő információk forrásmegjelöléseként.